# Гази-бий
Гази-бий — ногайский бий, сын Едигея, младший брат Мансура, брат Науруса. Участвовал в напряженной политической борьбе за власть в бывшей Золотой орде, развернувшейся после убийства его отца Едигея.
Вместе с братьями поддерживал в борьбе за власть сначала Хаджи Мухаммеда, а затем Борака. После того как Борак в 1427 г. казнил старшего брата Мансура, а затем был разбит Улу Мухаммедом, с братом Наурусом настиг Борака в Могулистане и убил его, мстя за брата. Вместе с Наурусом помогал Кичи Мухаммеду в борьбе с Улу Мухаммедом, был беклярбеком у Кичи Мухаммеда. Однако у братьев произошла ссора с Кичи-Мухаммедом и их пути разошлись. Гази сошелся с шибанидом Юмадуком, правителем Восточного Дешта, став у него беклярбеком, но вскоре был убит приближенными хана, завидовавшими его быстрой карьере.